# Largie Ramazani
Largie Ramazani (* 27. Februar 2001 in Sint-Agatha-Berchem) ist ein belgischer Fußballspieler, der für den englischen Verein Leeds United spielt. Er ist ein Flügelspieler, der auf beiden Seiten spielen kann. Er kann aber auch als Stürmer eingesetzt werden.

## Karriere

### Vereinskarriere
Ramazani wurde in Belgien in der Region Brüssel-Hauptstadt geboren und begann bei RSC Anderlecht mit dem Fußballspiel. Er zog im Alter von 12 Jahren nach London und schloss sich nach Probetrainings bei Fulham und Chelsea der Jugendabteilung von Charlton Athletic an. Am 3. Juli 2017, im Alter von 16 Jahren, unterschrieb er einen Vierjahresvertrag bei Manchester United. Nachdem er in der U-18-Auswahl überzeugt hatte, unterzeichnete Ramazani am 21. März 2018 seinen ersten Profivertrag bei United. Sein Debüt für die Profimannschaft gab er am 28. November 2019 wurde er bei der 1:2-Auswärtsniederlage in der UEFA Europa League gegen den FK Astana als später Ersatz für James Garner eingewechselt. Er verließ den Klub im darauffolgenden Juni, nachdem er laut Berichten einen neuen Vertrag abgelehnt hatte.
Am 24. August 2020 unterzeichnete der vereinslose Ramazani einen Fünfjahresvertrag beim spanischen Verein UD Almería in der Segunda División. In der Saison 2021/22 gelang Ramazani mit Almería der Aufstieg in die Primera División, wozu er mit acht Treffern als Stammspieler beitragen konnte.
Am 22. August 2024 unterzeichnete Ramazani einen Vierjahresvertrag bei Leeds United in der EFL Championship.

### Nationalmannschaft
Ramazani ist burundischer Abstammung und ist für die Nationalmannschaften Burundis und Belgiens spielberechtigt. Er spielte bisher für verschiedene Jugendauswahlen Belgiens. Mit der U17-Nationalmannschaft nahm er 2017 an der U17-Europameisterschaft teil und bestritt dort drei der fünf Turnierspiele, ehe die Mannschaft im Halbfinale gegen Italien ausschied. 2023 nahm er mit der belgischen U21-Nationalmannschaft an der U21-Europameisterschaft teil und kam dort bis zum Vorrundenaus der Mannschaft in allen drei Gruppenspielen zum Einsatz.

## Erfolge
UD Almería
- Spanischer Zweitligameister: 2022

## Privates
Sein Bruder Diamant Ramazani (* 1999) ist ebenfalls Fußballspieler und Nationalspieler Burundis.